# Georges Abi-Saber
Georges Abi-Saber OLM (ur. 12 maja 1923 w Wadi Sette, zm. 26 sierpnia 2015) – libański duchowny maronicki, w latach 1977–1986 eparcha Latakii, następnie od 1990 do 1996 ordynariusz eparchii św. Marona w Montrealu.

## Życiorys
Urodził się 12 maja 1923 w Wadi Sette.
Święcenia kapłańskie otrzymał 16 lipca 1952 w Zakonie Libańskich Maronitów. 4 sierpnia 1977 został mianowany biskupem Latakii. Sakrę przyjął 12 listopada 1977 z rąk patriarchy Antoina-Pierre Khoraiche. Następnie od 1986 wikariusz patriarszy Antiochii. W latach 1990-1996 ordynariusz eparchii św. Marona w Montrealu.
Zmarł 26 sierpnia 2015. 